# If It's Lovin' that You Want
If It's Lovin' That You Want is de tweede single die Rihanna uitbracht van haar album Music of the Sun.

## Charts
De single was niet even succesvol als zijn voorganger Pon de Replay. Het was 10 weken in de Vlaamse Ultratop genoteerd en haalde als hoogste positie de 25ste plaats. In Nederland haalde de single de 13de plaats. In de United World Chart haalde het de #34
| "iF It's Lovin That You Wans in de Vlaamse Ultratop 50 - binnen 31-12-2005 | "iF It's Lovin That You Wans in de Vlaamse Ultratop 50 - binnen 31-12-2005 | "iF It's Lovin That You Wans in de Vlaamse Ultratop 50 - binnen 31-12-2005 | "iF It's Lovin That You Wans in de Vlaamse Ultratop 50 - binnen 31-12-2005 | "iF It's Lovin That You Wans in de Vlaamse Ultratop 50 - binnen 31-12-2005 | "iF It's Lovin That You Wans in de Vlaamse Ultratop 50 - binnen 31-12-2005 | "iF It's Lovin That You Wans in de Vlaamse Ultratop 50 - binnen 31-12-2005 | "iF It's Lovin That You Wans in de Vlaamse Ultratop 50 - binnen 31-12-2005 | "iF It's Lovin That You Wans in de Vlaamse Ultratop 50 - binnen 31-12-2005 | "iF It's Lovin That You Wans in de Vlaamse Ultratop 50 - binnen 31-12-2005 | "iF It's Lovin That You Wans in de Vlaamse Ultratop 50 - binnen 31-12-2005 | "iF It's Lovin That You Wans in de Vlaamse Ultratop 50 - binnen 31-12-2005 | "iF It's Lovin That You Wans in de Vlaamse Ultratop 50 - binnen 31-12-2005 | "iF It's Lovin That You Wans in de Vlaamse Ultratop 50 - binnen 31-12-2005 |
| Week                                                                       | 01                                                                         |                                                                            | 02                                                                         | 03                                                                         | 04                                                                         | 05                                                                         | 06                                                                         | 07                                                                         | 08                                                                         | 09                                                                         | 10                                                                         |                                                                            |                                                                            |
| -------------------------------------------------------------------------- | -------------------------------------------------------------------------- | -------------------------------------------------------------------------- | -------------------------------------------------------------------------- | -------------------------------------------------------------------------- | -------------------------------------------------------------------------- | -------------------------------------------------------------------------- | -------------------------------------------------------------------------- | -------------------------------------------------------------------------- | -------------------------------------------------------------------------- | -------------------------------------------------------------------------- | -------------------------------------------------------------------------- | -------------------------------------------------------------------------- | -------------------------------------------------------------------------- |
| Nummer                                                                     | 50                                                                         | uit                                                                        | 38                                                                         | 25                                                                         | 27                                                                         | 26                                                                         | 26                                                                         | 32                                                                         | 36                                                                         | 36                                                                         | 40                                                                         | uit                                                                        |                                                                            |

## Muziekvideo
De muziekvideo voor het liedje werd door Marcus Raboy gefilmd aan de Californische kust.

## Trivia
- Het liedje en delen van de clip werden gebruikt voor een reclame voor Rihanna's thuisland Barbados.[1]